# أعلام منطقة تشوبو اليابانية
هذه القائمة تظهر أعلام منطقة تشوبو اليابانية مقسمة حسب القائمقاميات.

## قائمقامية نييغاتا

### المدن

أغانو (نييغاتا)
غوسين (نييغاتا)
إتويغاوا (نييغاتا)
جويتسو (نييغاتا)
كامو (نييغاتا)
كاشيوازاكي (نييغاتا)
ميناميونوما (نييغاتا)
ميتسوكا (نييغاتا)
موراكامي (نييغاتا)
ميوكو (نييغاتا)
ناغاوكا (نييغاتا)
نيغاتا
أوجيا (نييغاتا)
سادو (نييغاتا)
سانجو (نييغاتا)
شيباتا (نييغاتا)
تايناي (نييغاتا)
توكاماتشي (نييغاتا)
تسوبامي (نييغاتا)
يونوما (نييغاتا)

### القرى والأرياف

إزوموزاكي
Seiro
سيكيكاوا
Tagami
Yahiko
Yuzawa

Asahi
Kamiichi
Tateyama

Echizen (town)
Eiheiji
إكيدا
Mihama
ميناميتشيزن
تاكاهاما
واكاسا

دوشي
فوجيكاوا
Hayakawa
إتشيكاواميساتو
Minobu
Nanbu
Narusawa
نيشيكاتسورا
Oshino
تاباياما
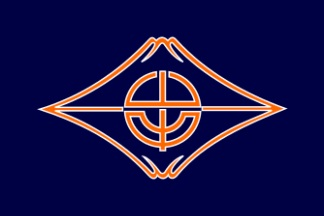

Achi
Asahi
Fujimi
Hiraya
إيزونا
Ikeda
كارويزاوا
Kawakami
كيسو (town)
(village)
Koumi
Matsukawa (town)
Matsukawa (village)
Minamiaiki
Minamimaki
مينوا
Miyota
ناغاوا
أوبوسي
Ogawa
Ōshika
Otari
ساكاكي
Sakuho
شيموسوا
شينانو
Takagi
Takamori
Takayama
تاتيشينا
تاتسونو
Tenryū
Toyooka
Yamagata
Yamanouchi
Yasuoka

هيغاشيزو
كاننامي
كاوانيهون
Kawazu
Matsuzaki
ميناميزو
ناغيزومي
نيشيزو
أوياما
Shimizu
Yoshida

Agui
Fusō
Mihama
شيتارا
تاكيتويو
توي (اليابان)
تويوياما

- أغا  [لغات أخرى]‏
- آواشيماورا  [لغات أخرى]‏
- إزوموزاكي [الإنجليزية]
- كاريوا  [لغات أخرى]‏
- Seiro [الإنجليزية]
- سيكيكاوا [الإنجليزية]
- Tagami [الإنجليزية]
- تسونان  [لغات أخرى]‏
- Yahiko [الإنجليزية]
- Yuzawa [الإنجليزية]

### الأعلام التاريخية

Ajikata (1977–2005)
Arakawa (1971–2008)
Asahi (1964–2008)
Bunsui (1965–2006)
Gosen (1950–2006)
Hirokami (1964–2004)
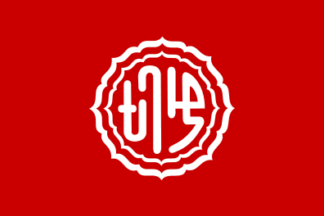
Horinouchi (1950–2004)
Irihirose (????–2004)
Itakura (1958–2005)
Iwamuro (1965–2005)
Kajikawa (1962–2005)
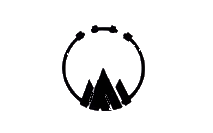
Kakizaki (1955–2005)
Kameda (1975–2005)
Kamihayashi (1968–2008)
Kamikawa (1964–2005)
Kanose (1966–2005)
Katahigashi (1967–2005)
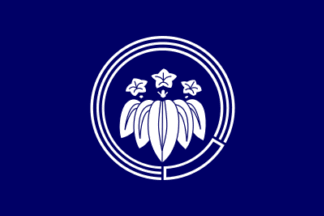
Kawaguchi (1967–2005)
Kawanishi (1968–2005)
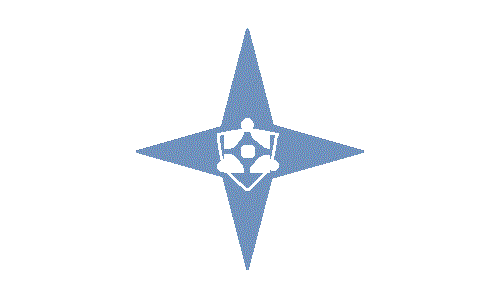
Kiyosato (1962–2005)
Koide (1940–2005)
Koshiji (1956–2005)
Kosudo (1970–2005)
Kubiki (1966–2005)
Kurokawa (1962–2005)
Kyogase (1974–2004)
Maki, Higashikubiki  [لغات أخرى]‏ (1921–2005)
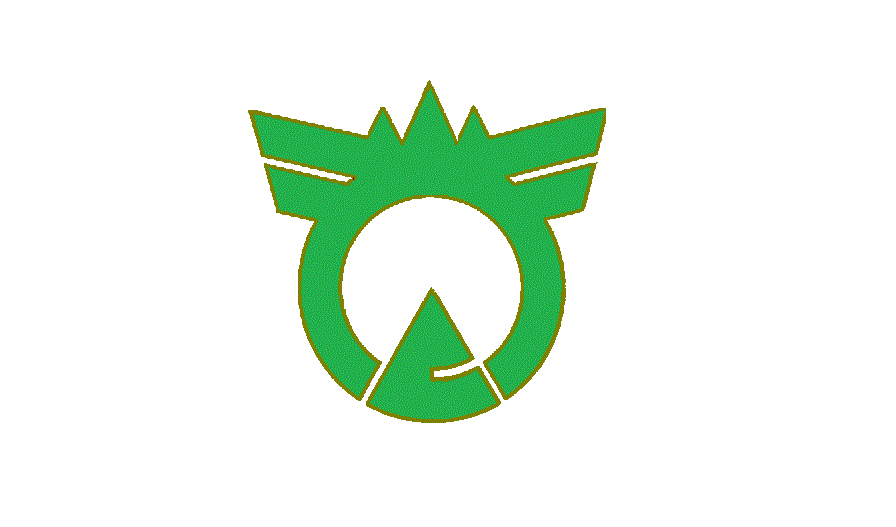
Maki, Nishikanbara  [لغات أخرى]‏ (1955–2005)
Matsudai (1919–2005)
Matsunoyama (1959–2005)
Mikawa (1966–2005)
Muikamachi (1957–2005)
Muramatsu (1975–2006)
Myōkō (1984–2005)
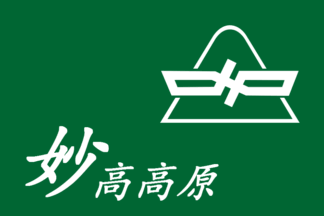
Myōkōkōgen (1967–2005)
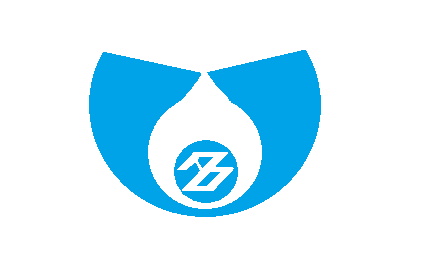
Nadachi (1975–2005)
Nakagō (1986–2005)
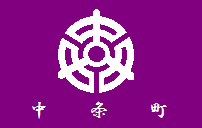
Nakajō (1962–2005)
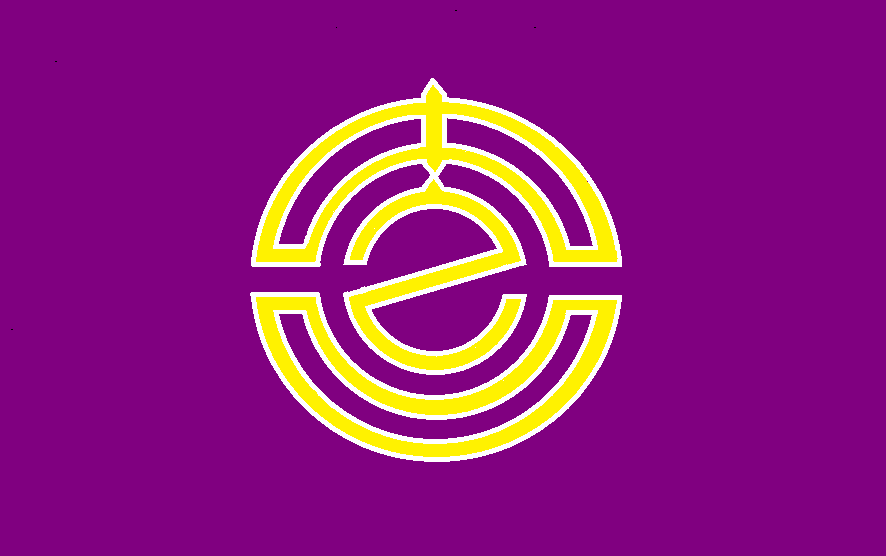
Nakanokuchi (1974–2005)
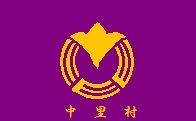
Nakasato (1966–2005)
Niitsu (1951–2005)
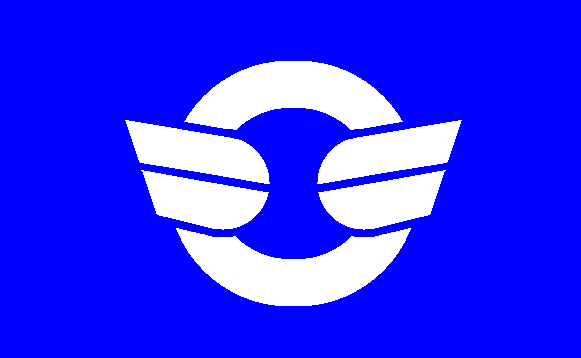
Nishikawa (1966–2005)
Nishiyama (1963–2005)
Nō (1974–2005)
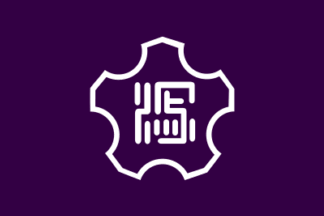
Ōgata (1957–2005)
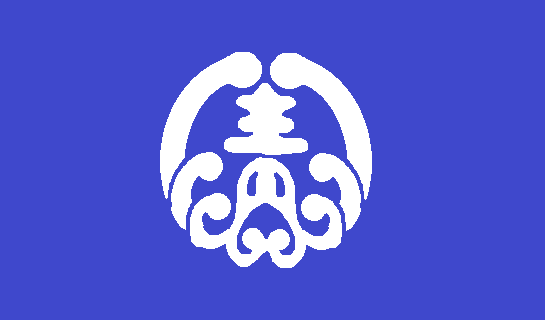
Ōmi (1954–2005)
Ōshima (1967–2005)
Ryōtsu (1955–2004)
Sakae (1967–2005)
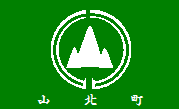
Sanpoku (1965–2008)
Sanwa (1965–2005)
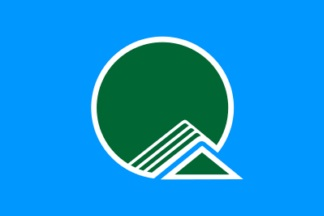
Sasagami (1992–2004)
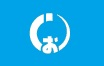
Shiozawa (1965–2005)
Shirone (1955–2005)
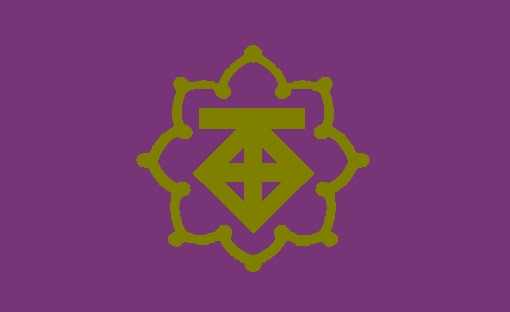
Shitada (1968–2005)
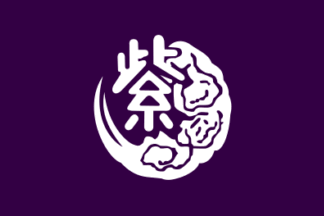
Shiunji (1962–2005)
Suibara (1935–2004)
Sumon (1966–2004)
Takayanagi (1976–2005)
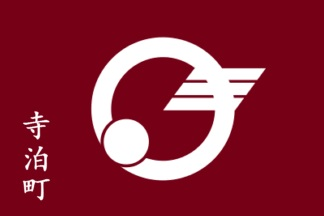
Teradomari (1957–2006)
Tochio (1959–2006)
Toyosaka (1959–2005)
Tsubame (1962–2006)
Tsugawa (1963–2005)
Tsukigata (1963–2005)
Uragawara (1965–2005)
Washima (1955–2006)
Yamato (1962–2004)
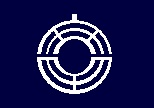
Yasuda (1960–2004)
Yasuzuka (1965–2005)
Yoita (1955–2006)
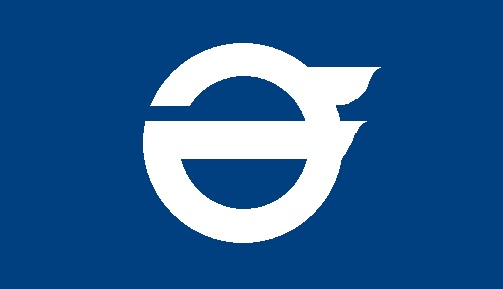
Yokogoshi (1970–2005)
Yoshida (1962–2006)
Yoshikawa (1955–2005)
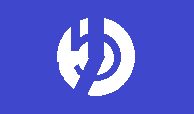
Yunotani (1965–2004)

## قائمقامية توياما

### المدن

هيمي (توياما)
إميزو (توياما)
كوروبي (توياما)
ناميريكاوا (توياما)
نانتو (توياما)
أويابي (توياما)
تاكاوكا (توياما)
تونامي (توياما)
توياما (مدينة)
يوزو (توياما)

### القرى والأرياف
- Asahi
- فوناهاشي  [لغات أخرى]‏
- Kamiichi [الإنجليزية]
- نيوزن  [لغات أخرى]‏
- Tateyama [الإنجليزية]

### الأعلام التاريخية

Fuchu (1952–2005)
Fukumitsu (1955–2004)
Fukuno (1927–2004)
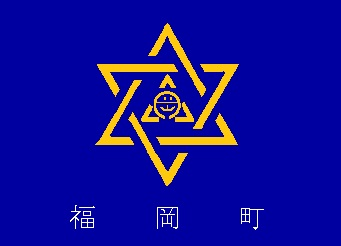
Fukuoka (1924–2005)
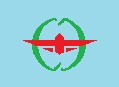
Hosoiri (1924–2005)
Inami (1954–2004)
Inokuchi (1978–2004)
Jōhana (1973–2004)
Kamitaira
Kurobe (1954–2006)
Kosugi
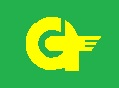
Ōsawano
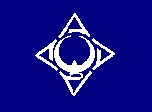
Ōshima
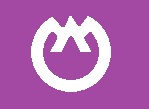
Ōyama
Shinminato
Taira
Takaoka (1916–2005)
Toga
Tonami (1954–2004)
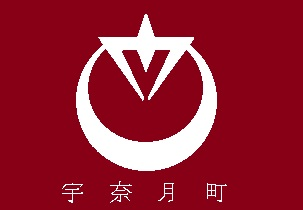
Unazuki
Yamada
Yatsuo

## قائمقامية إيشيكاوا

### المدن

هاكوي (إيشيكاوا)
هاكوسان (إيشيكاوا)
كاغا (إيشيكاوا)
كاهوكو (إيشيكاوا)
كانازاوا (إيشيكاوا)
كوماتسو (إيشيكاوا)
ناناو (إيشيكاوا)
نونويتشي
نومي (إيشيكاوا)
سوزو (إيشيكاوا)
واجيما (إيشيكاوا)

### المناطق

أناميزو
Hōdatsushimizu [الإنجليزية]
Kawakita [الإنجليزية]
ناكانوتو
نوتو (اليابان)
شيكابه
Tsubata [الإنجليزية]
Uchinada [الإنجليزية]

### الأعلام التاريخية

Kaga (1958–2005)
Kashima
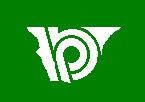
Kawachi
Mattō
Mikawa
Monzen
Nakajima
Nanatsuka
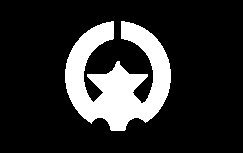
Neagari
Noto, Fugeshi  [لغات أخرى]‏ (1975–2005)
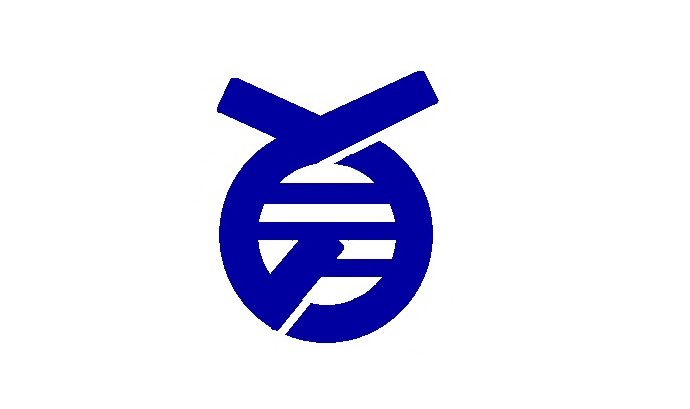
Notojima
Oguchi
Oshimizu
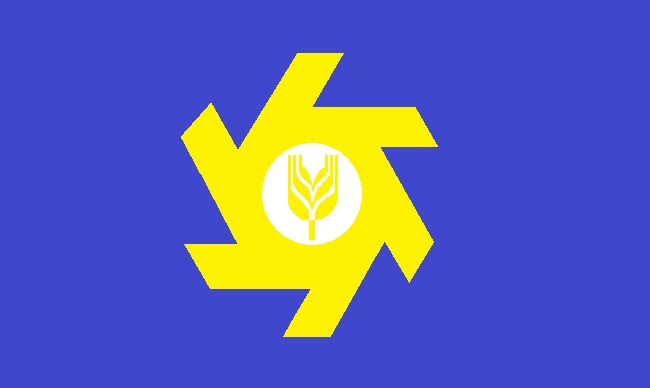
Rokusei
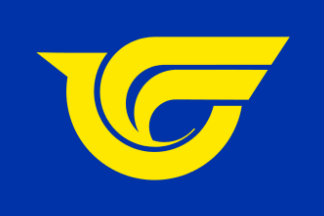
Shika (1971–2005)
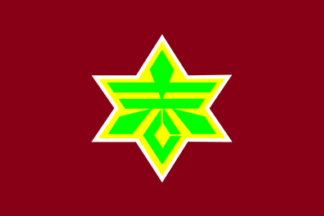
Shio
Shiramine
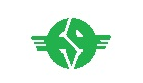
Takamatsu
Tatsunokuchi
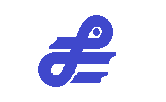
Tatsuruhama
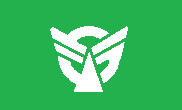
Terai
Togi
Torigoe
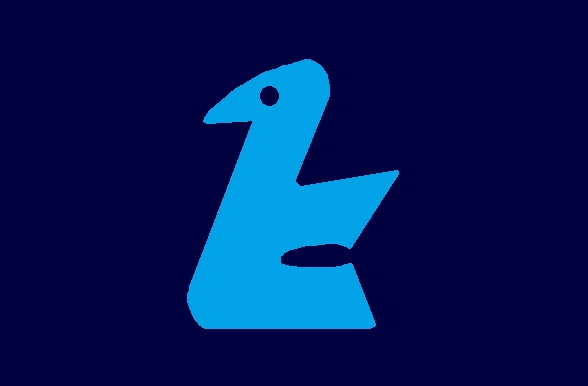
Toriya
Tsurugi
Uchiura
Unoke
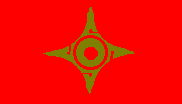
Wajima (1957–2006)
Yamanaka
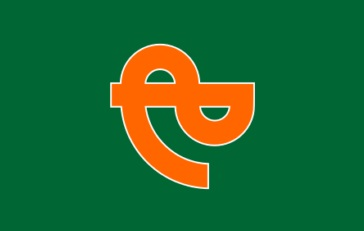
Yanagida
Yoshinodani

## قائمقامية فوكوي

### المدن

أوارا (فوكوي)
إتشيزين (فوكوي)
فوكوي (فوكوي)
كاتسوياما (فوكوي)
أوباما (فوكوي)
أونو (فوكوي)
ساباي (فوكوي)
ساكاي (فوكوي)
تسوروغا (فوكوي)

### القرى والأرياف
- Echizen [الإنجليزية] (town)
- Eiheiji [الإنجليزية]
- إكيدا
- Mihama
- ميناميتشيزن
- أوي  [لغات أخرى]‏
- تاكاهاما
- واكاسا

### الأعلام التاريخية

Asahi
Awara (1984–2004)
Echizen (town, 1962–2005)
Eiheiji (1962–2006)
Harue
Imadate
Imajō
Izumi
Kaminaka
Kamishihi
Kanadu
Kōno
Koshino
Maruoka
Matsuoka
Mikata
Mikuni
Miyama
Miyazaki
Nanjō
Natashō
Ōi (1959–2006)
Ota
Sakai (1961–2006)
Shimizu
Takefu

## قائمقامية ياماناشي

### المدن

تشويو ياماناشي
فويفوكي (ياماناشي)
فوجيوشيدا (ياماناشي)
هوكوتو (ياماناشي)
كاي (ياماناشي)
كوفو (ياماناشي)
كوشو ياماناشي
مينامي-أربوسو (ياماناشي)
نيراساكي (ياماناشي)
أوتسوكي (ياماناشي)
تسورو (ياماناشي)
يوينوهورا (ياماناشي)
ياماناشي (ياماناشي)

### القرى والأرياف
- دوشي [الإنجليزية]
- فوجيكاوا
- فوجيكاواجوتشيكو  [لغات أخرى]‏
- Hayakawa [الإنجليزية]
- إتشيكاواميساتو [الإنجليزية]
- كوسوغه  [لغات أخرى]‏
- Minobu [الإنجليزية]
- Nanbu
- Narusawa [الإنجليزية]
- نيشيكاتسورا [الإنجليزية]
- Oshino [الإنجليزية]
- شووا  [لغات أخرى]‏
- تاباياما [الإنجليزية]
- ياماناكاكو  [لغات أخرى]‏

### الأعلام التاريخية

Akeno
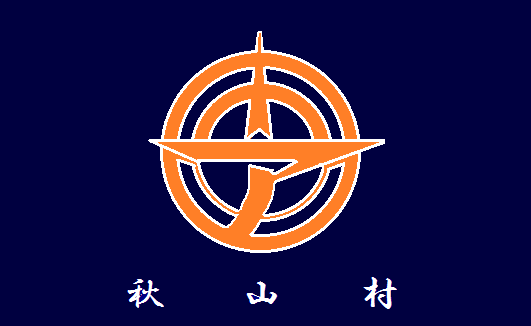
Akiyama
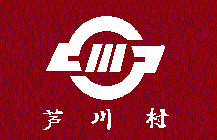
Ashigawa
Ashiwada
Ashiyasu
Enzan
Futaba
Hakushū
Hatta
Ichikawadaimon
Ichinomiya
Isawa
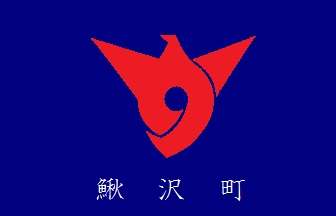
Kajikazawa
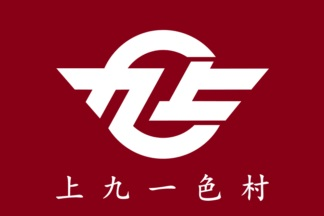
Kamikuishiki
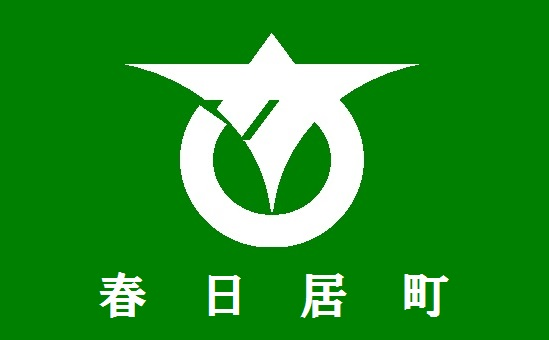
Kasugai
Katsunuma
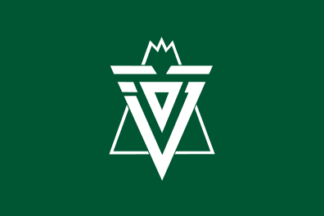
Kawaguchiko
Kobuchisawa
Kōsai
Kushigata
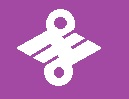
Makioka
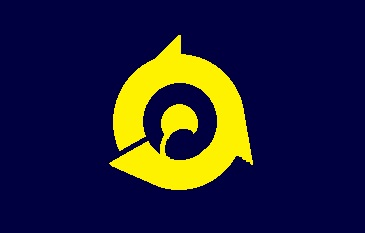
Masuho
Minobu (1959–2005)
Misaka
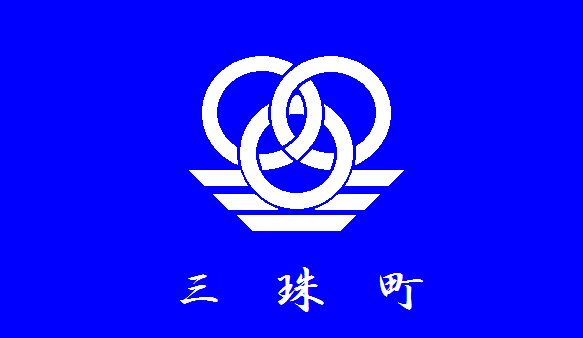
Mitama
Mitomi
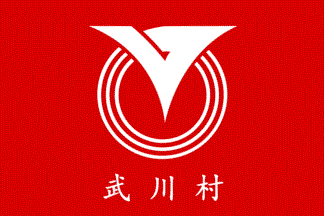
Mukawa
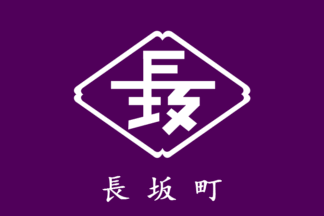
Nagasaka
Nakamichi
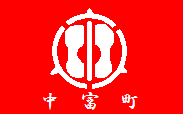
Nakatomi
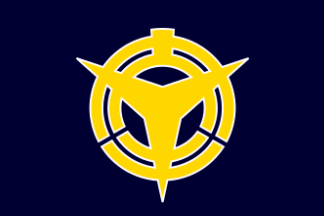
Nanbu (1965–2004)
Ōizumi
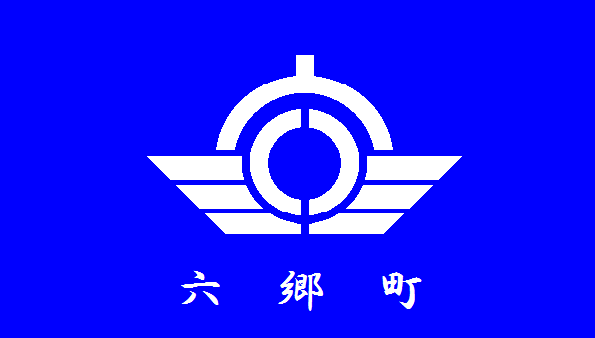
Rokugō
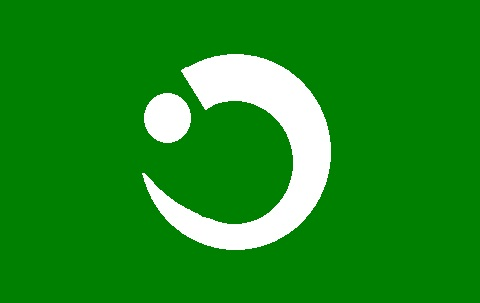
Ryūō
Sakaigawa
Shikishima
Shimobe
Shirane
Sutama
Takane
Tamaho
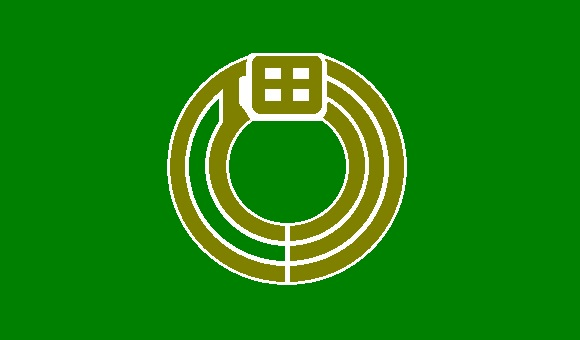
Tatomi
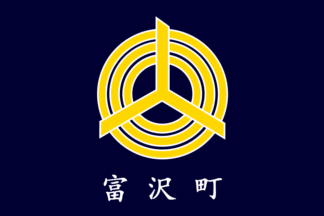
Tomisawa
Toyotomi
Uenohara (1956–2005)
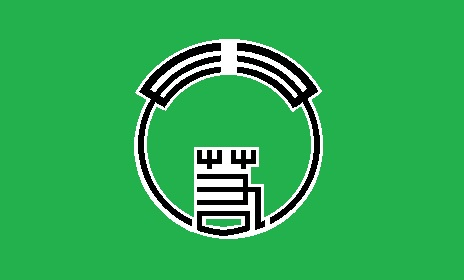
Wakakusa
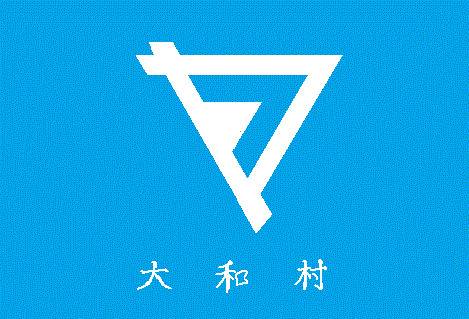
Yamato
Yatsushiro
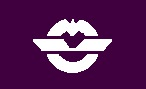
Yamanashi (1954–2005)

## قائمقامية ناغانو

### المدن

أزومينو (ناغانو)
تشيكوما (ناغانو)
تشينو (ناغانو)
إييدا (ناغانو)
إيياما (ناغانو)
إنا (ناغانو)
كوماغانه (ناغانو)
كومورو (ناغانو)
ماتسوموتو (ناغانو)
ناغانو (ناغانو)
ناكانو (ناغانو)
أوكايا (ناغانو)
أوماتشي (ناغانو)
ساكو (ناغانو)
شيوجيري (ناغانو)
سوا (ناغانو)
سوزاكا (ناغانو)
تومي (ناغانو)
يويدا (ناغانو)

### القرى والأرياف
- Achi [الإنجليزية]
- أغيماتسو  [لغات أخرى]‏
- أنان  [لغات أخرى]‏
- أوكي  [لغات أخرى]‏
- Asahi [الإنجليزية]
- تشيكوهوكو  [لغات أخرى]‏
- Fujimi [الإنجليزية]
- هاكوبا  [لغات أخرى]‏
- هارا  [لغات أخرى]‏
- Hiraya [الإنجليزية]
- إيجيما  [لغات أخرى]‏
- إيزونا
- Ikeda
- إكوساكا  [لغات أخرى]‏
- كارويزاوا
- Kawakami
- كيجيمادايرا  [لغات أخرى]‏
- كيسو (town)
- كيسو  [لغات أخرى]‏ (village)
- كيتايكي  [لغات أخرى]‏
- Koumi [الإنجليزية]
- Matsukawa [الإنجليزية] (town)
- Matsukawa [الإنجليزية] (village)
- Minamiaiki [الإنجليزية]
- Minamimaki [الإنجليزية]
- ميناميمينوا  [لغات أخرى]‏
- مينوا
- ميادا  [لغات أخرى]‏
- Miyota [الإنجليزية]
- ناغاوا
- ناغيسو  [لغات أخرى]‏
- ناكاغاوا  [لغات أخرى]‏
- نيبا  [لغات أخرى]‏
- نوزاواونسن  [لغات أخرى]‏
- أوبوسي
- أكوا  [لغات أخرى]‏
- Ogawa [الإنجليزية]
- أومي  [لغات أخرى]‏
- Ōshika [الإنجليزية]
- أوتاكي  [لغات أخرى]‏
- Otari [الإنجليزية]
- ساكاي  [لغات أخرى]‏
- ساكاكي
- Sakuho [الإنجليزية]
- شيموجو  [لغات أخرى]‏
- شيموسوا
- شينانو
- Takagi [الإنجليزية]
- Takamori
- Takayama [الإنجليزية]
- تاتيشينا
- تاتسونو
- Tenryū [الإنجليزية]
- Toyooka [الإنجليزية]
- اوروغي  [لغات أخرى]‏
- Yamagata [الإنجليزية]
- Yamanouchi [الإنجليزية]
- Yasuoka [الإنجليزية]

### الأعلام التاريخية

Akashina
Asashina
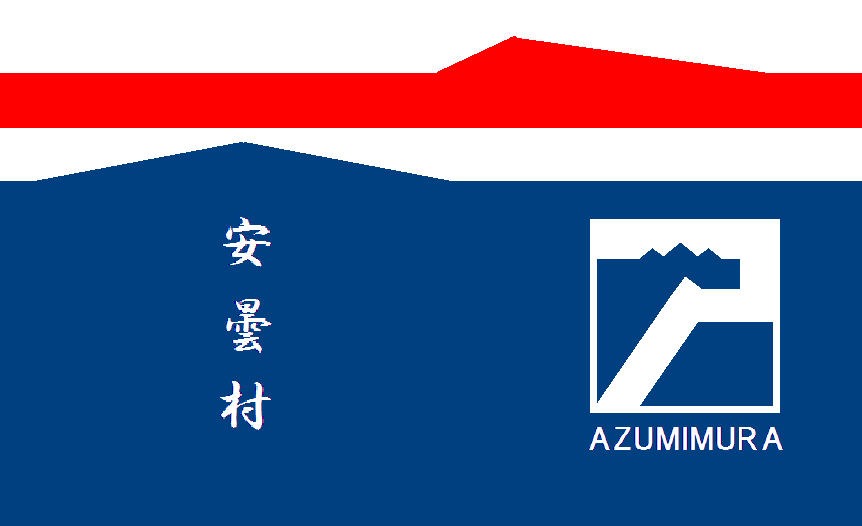
Azumi
Azusagawa
Hase
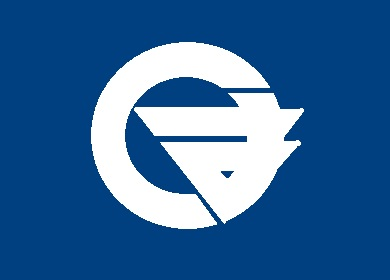
Hata
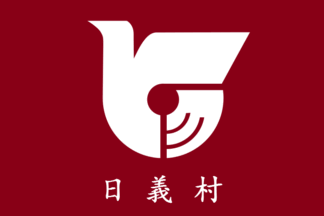
Hiyoshi
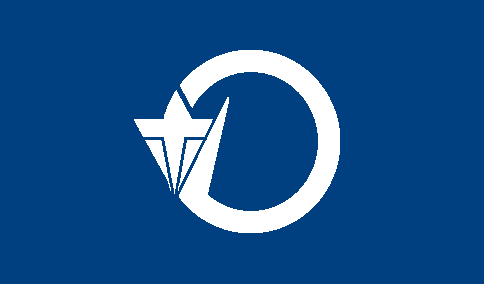
Honjō
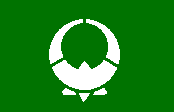
Horigane
Hotaka
Ina (1954–2006)
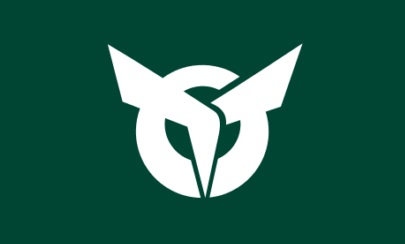
Kaida
Kami
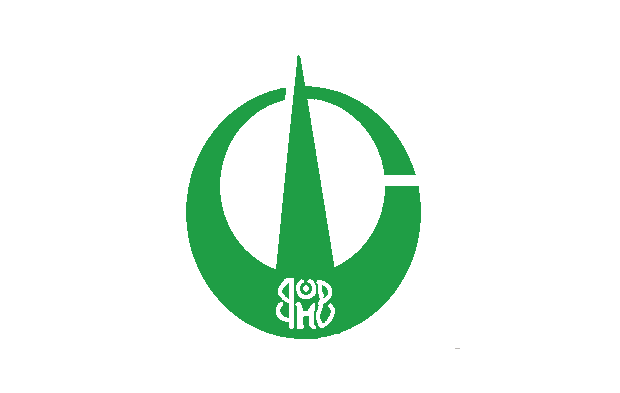
إييدا (ناغانو)
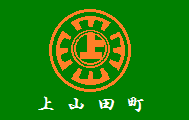
Kamiyamada (1915–1985)
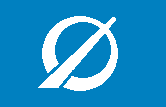
Kamiyamada (1985–2003)
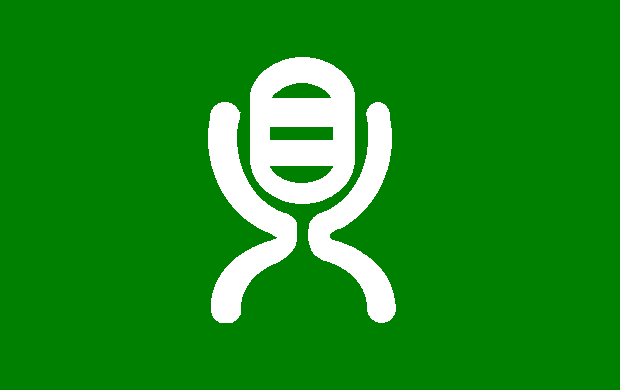
Kanae
Kinasa
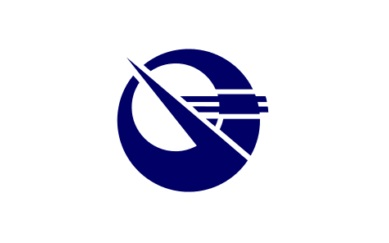
Kisofukushima
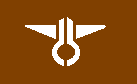
Kitamimaki
Kōshoku
Maruko
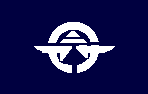
Miasa
Minamishinano
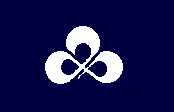
Misato
Mitake
Mochizuki
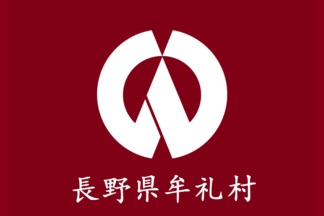
Mure
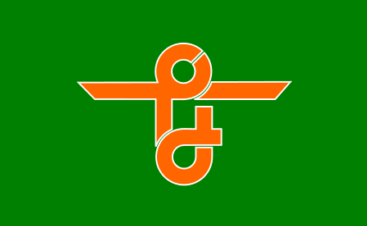
Nagato
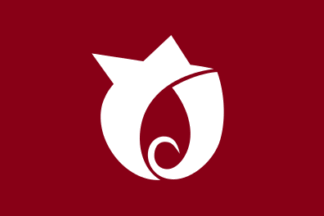
Nagawa (village)
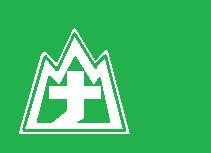
Nakajō
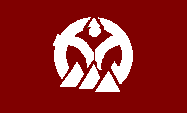
Namiai
Narakawa
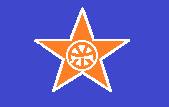
Ōoka
Sakai
Sakakita
Saku (city, 1962–2005)
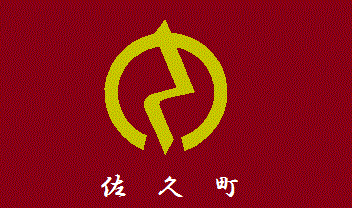
Saku (town)
Samizu
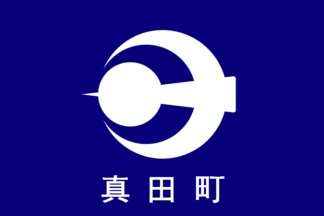
Sanada
Seinaiji
Shiga
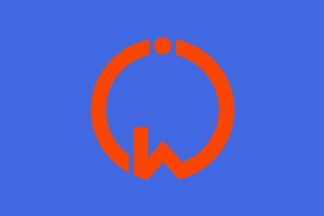
Shinshūshinmachi
Takatō
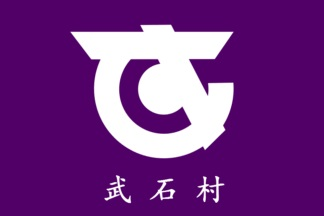
Takeshi
Tōbu
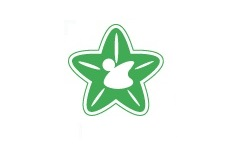
Togakushi
Togura
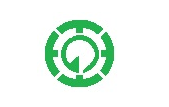
Toyono
Toyoshina
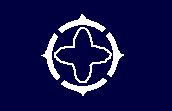
Toyota
Ueda (1950–2006)
Usuda
Wada
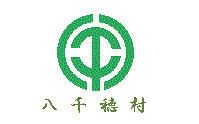
Yachiho
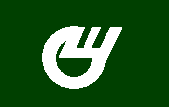
Yamaguchi
Yasaka

## قائمقامية غيفو

### المدن

إينا (غيفو)
غيرو (غيفو)
غيفو (غيفو)
غوجو غيفو
هاشيما
هيدا غيفو
كاكاميغهارا (غيفو)
كاني غيفو
كايزو (غيفو)
مينو غيفو
مينوكامو غيفو
ميزوهو (غيفو)
ميزونامي غيفو
موتسو (غيفو)
ناكاتسوغاوا غيفو
أوغاكي (غيفو)
سكي غيفو
تاجيمي غيفو
تاكاياما (غيفو)
توكي (غيفو)
ياماغاتا غيفو

### القرى والأرياف

Anpachi [الإنجليزية]
Ginan [الإنجليزية]
Gōdo [الإنجليزية]
Hichisō [الإنجليزية]
Higashishirakawa [الإنجليزية]
إبيغاوا  [لغات أخرى]‏
Ikeda
Kasamatsu [الإنجليزية]
Kawabe [الإنجليزية]
Kitagata [الإنجليزية]
ميتاكه
أونو  [لغات أخرى]‏
Sakahogi [الإنجليزية]
Sekigahara [الإنجليزية]
Shirakawa [الإنجليزية] (town)
Shirakawa (village)
Tarui [الإنجليزية]
Tomika [الإنجليزية]
Wanouchi [الإنجليزية]
ياوتسو
يورو (اليابان)

### الأعلام التاريخية

Akechi
Asahi
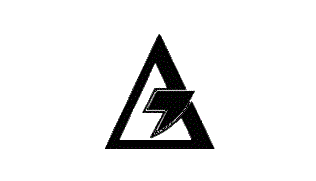
Fujihashi
Fukuoka
Furukawa (1956–2004)
Gero (1958–2004)
Hachiman
Hagiwara (1960–2004)
Hirata
Hirukawa
Horado
Hozumi (1955–2003)
Ibigawa (1955–2005)
Ijira (1973–2003)
Itadori
Itonuki (1969–2004)
Iwamura
Kaizu (1965–2005)
Kamiishizu
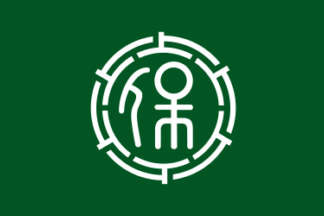
Kaminoho
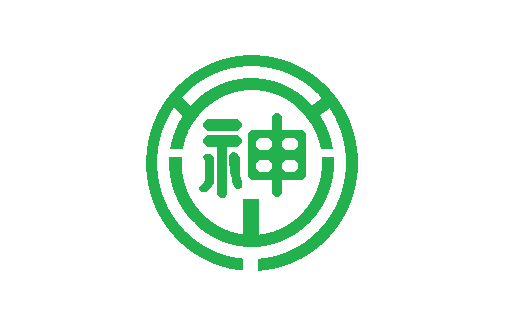
Kamioka (through 1975)
Kamioka (1975–2004)
Kamitakara
Kamiyahagi
Kanayama (1965–2004)
Kaneyama
Kasahara (1968–2006)
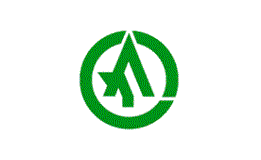
Kashimo
Kasuga
Kawai (1968–2004)
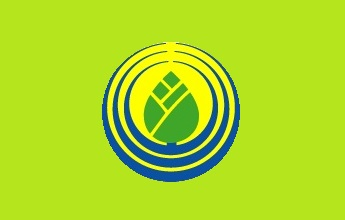
Kawashima
Kawaue (1962–2005)
Kiyomi
Kokufu
Kuguno
Kushihara
Kuze
Maze (1974–2004)
Meihō (1992–2004)
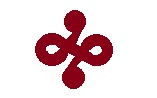
Minami
Miya
Miyagawa (1957–2004)
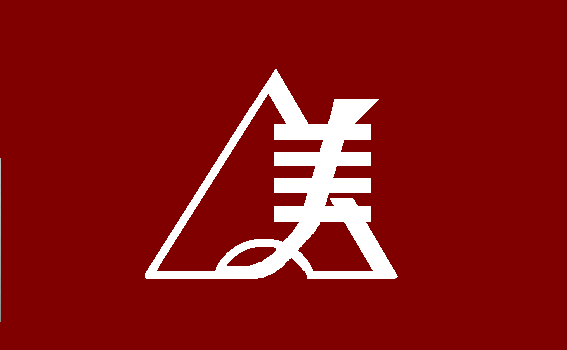
Miyama (1962–2003)
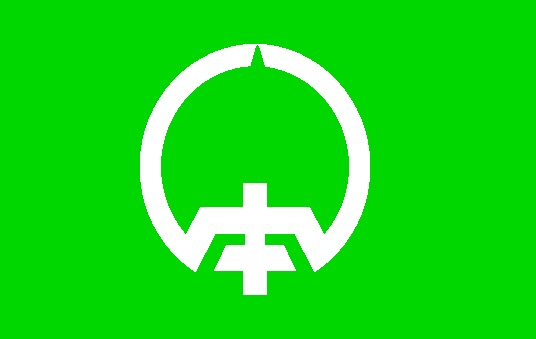
Motosu (town)
Mugegawa
Mugi
Myōgata (1975–1992)
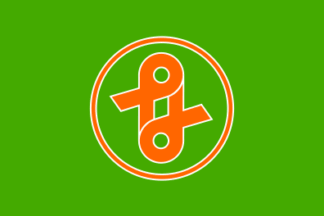
Nannō
Neo (1978–2004)
Nyūkawa
Osaka
Sakashita
Sakauchi
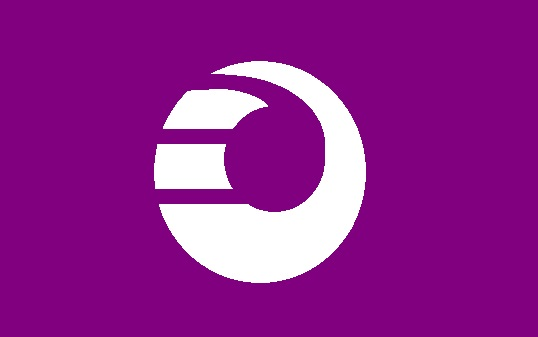
Shinsei (1975–2004)
Shirotori
Shōkawa
Sunami (1974–2003)
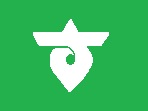
Sunomata
Takane
Takatomi (1972–2003)
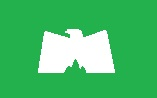
Takasu (1973–2004)
Tanigumi
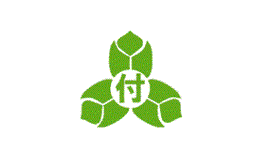
Tsukechi
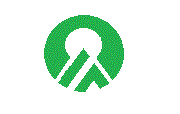
Wara
Yamaoka
Yamato
Yanaizu

## قائمقامية شيزوكا

### المدن

أتامي (شيزوكا)
فوجي (شيزوكا)
فوجيدا (شيزوكا)
فوجينوميا (شيزوكا)
فوكوروي (شيزوكا)
غوتينبا (شيزوكا)
هاماماتسو
إتو (شيزوكا)
إيواتا (شيزوكا)
إزو (شيزوكا)
إزونوكني (شيزوكا)
كاكيغاوا (شيزوكا)
كيكوغاوا (شيزوكا)
كوساي (شيزوكا)
ماكينوهارا (شيزوكا)
ميشيما (شيزوكا)
نامازو (شيزوكا)
أومازاكي (شيزوكا)
شيمادا (شيزوكا)
شيمودا (شيزوكا)
شيزوكا (مدينة)
سوسونو (شيزوكا)
يايزو (شيزوكا)

### القرى والأرياف
- هيغاشيزو
- كاننامي [الإنجليزية]
- كاوانيهون [الإنجليزية]
- Kawazu [الإنجليزية]
- Matsuzaki [الإنجليزية]
- ميناميزو [الإنجليزية]
- موري  [لغات أخرى]‏
- ناغيزومي [الإنجليزية]
- نيشيزو [الإنجليزية]
- أوياما
- Shimizu [الإنجليزية]
- Yoshida [الإنجليزية]

### الأعلام التاريخية

Amagiyugashima
Arai
Asaba
Daitō
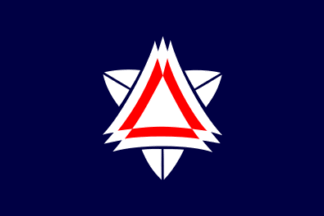
Fujikawa
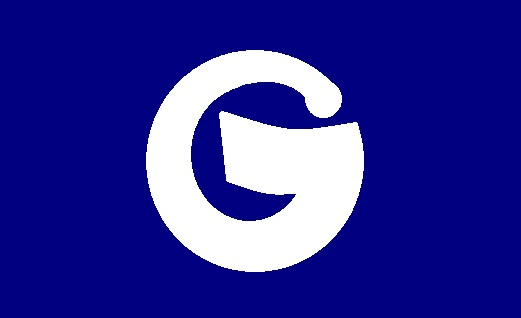
Fukude
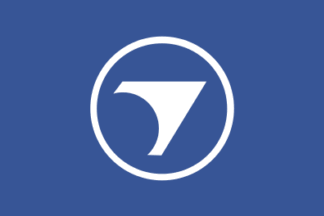
Fukuroi (1958–2005)
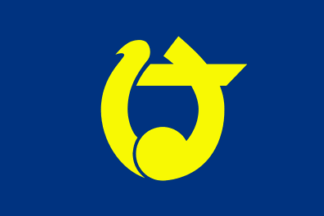
Haibara
Hamakita [الإنجليزية]
Hamamatsu (1911–2005)
Hamaoka
Haruno
Heda
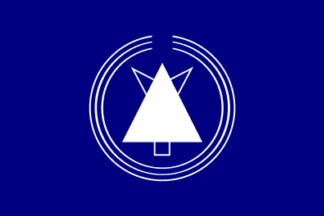
Honkawane
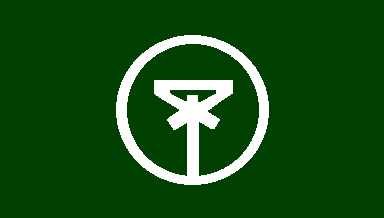
Hosoe
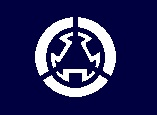
Inasa
Iwata (1947–2005)
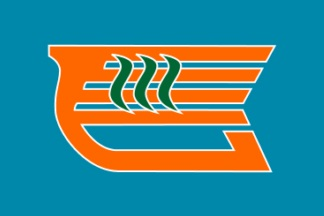
Izunagaoka
Kakegawa (1956–2005)
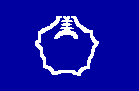
Kami (1972–1991)
Kamo
Kanaya
Kanbara
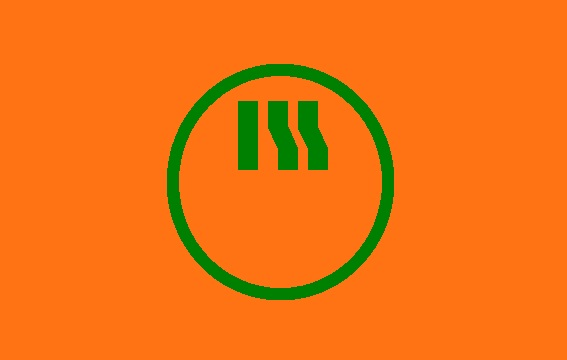
Kawane
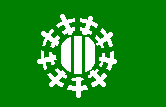
Kikukawa (1954–2005)
Maisaka
Mikkabi
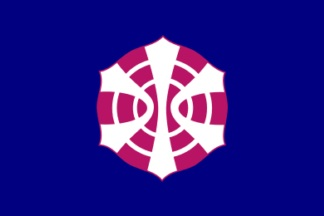
Misakubo
Nakaizu
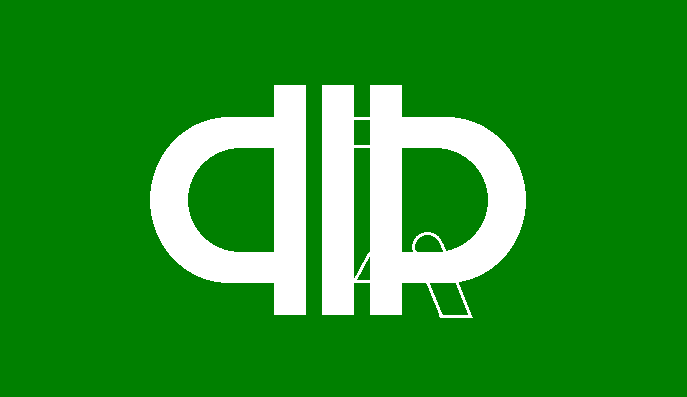
Nakakawane
Nirayama
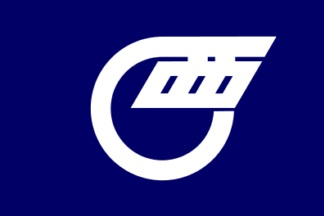
Nishiizu (1966–2005)
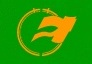
Ogasa
Ōhito
Ōigawa
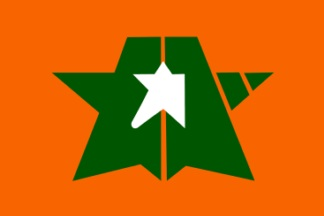
Okabe
Omaezaki (1961–2005)
Ōsuka
Ryūyō
Sagara
Sakuma
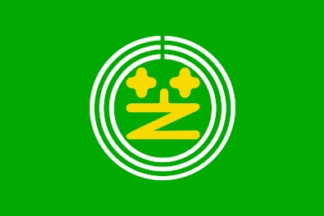
Shibakawa
Shimada (1915–2005)
Shimizu (city, 1953–2003)
Shizuoka (1964–2003)
Shuzenji
Tatsuyama
Tenryū
Toi
Toyoda
Toyooka
Yui
Yūtō

## قائمقامية آيتشي

### المدن

آيساي (آيتشي)
أما (آيتشي)
أنجو (آيتشي)
تشيريو (آيتشي)
تشيتا (آيتشي)
غاماغوري (آيتشي)
هاندا (آيتشي)
هيكينان (آيتشي)
إيتشينوميا (آيتشي)
إنازاوا (آيتشي)
إنوياما (آيتشي)
إواكورا (آيتشي)
كارييا (آيتشي)
كاسوغاي (آيتشي)
كيتاناغويا (آيتشي)
كيوسو (آيتشي)
كوماكي (آيتشي)
كونان (آيتشي)
ميوشي
ناغاكوتي
ناغويا
نيشيو (آيتشي)
نيشين (آيتشي)
أوكازاكي (آيتشي)
أوبو (آيتشي)
أواري أساهي (آيتشي)
سيتو (آيتشي)
شينشيرو (آيتشي)
تاهارا (آيتشي)
تاكاهاما (آيتشي)
توكونامه (آيتشي)
توكاي (آيتشي)
تويو أكه (آيتشي)
تويوهاشي (آيتشي)
تويوكاوا (آيتشي)
تويوتا (آيتشي)
تسوشيما (آيتشي)
ياتومي (آيتشي)

### الأحياء

Naka

### القرى والأرياف
- Agui [الإنجليزية]
- Fusō [الإنجليزية]
- هيغاشيورا  [لغات أخرى]‏
- كانيه  [لغات أخرى]‏
- كوتا  [لغات أخرى]‏
- Mihama
- ميناميشيتا  [لغات أخرى]‏
- أوغوتشي  [لغات أخرى]‏
- أوهارو  [لغات أخرى]‏
- شيتارا
- تاكيتويو [الإنجليزية]
- توبيشيما  [لغات أخرى]‏
- توي (اليابان)
- توغو  [لغات أخرى]‏
- تويونه  [لغات أخرى]‏
- تويوياما

### الأعلام التاريخية

Akabane (1978–2003)
Asahi (1972–2005)
Asuke (1971–2005)
Atsumi (1968–2005)
Bisai (1955–2005)
Fujioka (1974–2005)
Hachikai (1977–2005)
Haruhi (1973–2008)
Hazu (1967–2011)
Heiwa (1969–2005)
Hōrai (1957–2005)
Ichinomiya (1970–2006)
Inabu (1967–2005)
Isshiki (1966–2011)
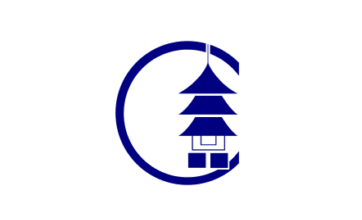
Jimokuji (1970–2010)
Jūshiyama (1986–2006)
Kira (1957–2011)
Kisogawa (1960–2005)
Kiyosu (1972–2005)
Kozakai (1972–2010)
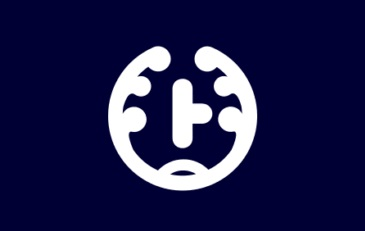
Mito (1939–2008)
Miwa (1968–2010)
Nishibiwajima (1969–2005)
Nishiharu (1969–2006)
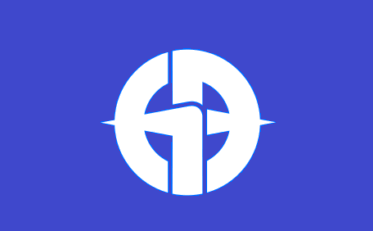
Nukata (1956–2006)
Obara (1975–2005)
Otowa (1981–2008)
Sakurai (1956–1967)
Saori (1906–2005)
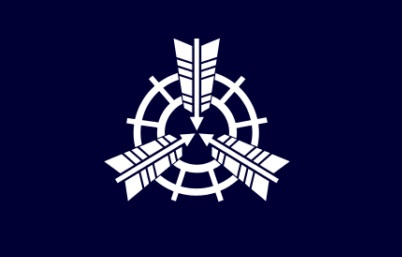
Saya (1955–2005)
Shikatsu (1969–2006)
Shimoyama (1966–2005)
Shinkawa (1964–2005)
Shinshiro (1967–2005)
Shippō (1971–2010)
Shitara (2000–2005)
Sobue (1971–2005)
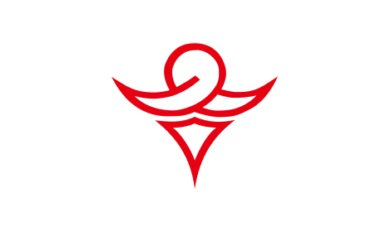
Tahara (1952–2005)
Tatsuta (1977–2005)
Tomiyama (1978–2005)
Tsugu (1975–2005)
Tsukude (1966–2005)